# Glenea monoides
Glenea monoides là một loài bọ cánh cứng trong họ Cerambycidae.